# Per Nilsen
Per Nilsen, född 8 april 1960, är en svensk professor i socialmedicin och folkhälsovetenskap vid Linköpings universitet och professor i implementeringsvetenskap vid Högskolan i Halmstad. Han har skrivit mycket inom området implementeringsvetenskap som akademiker och har skrivit flera musikbiografier, inklusive flera böcker med fokus på David Bowie, Prince and Iggy Pop och The Stooges.

## Biografi
Per Nilsen, som växte upp i Täby, norr om Stockholm, blev civilekonom vid Handelshögskolan i Stockholm 1985. Han studerade systemutveckling vid Linköpings universitet 2001–2002. Han antogs 2003 som doktorand vid medicinska fakulteten vid Linköpings universitet och disputerade för medicine doktorsexamen 2006 på en avhandling om samhällsbaserad skadeprevention. Han blev docent 2008 och professor 2014.

### Forskargärning
Nilsens forskning  har sedan 2010 haft fokus på implementering, med frågeställningar kring nyttiggörande av forskning och evidensbaserade metoder i hälso- och sjukvården och i samhället i stort. Nilsen genomförde 2015 en systematisk genomgång av de teorier, modeller och ramverk som används inom implementeringsvetenskapen; hans ansats anammades senare av OECD-forskare vid tillämpning av implementeringsvetenskap på utbildningsområdet.
Han har producerat över 200 peer review-granskade artiklar och flera böcker på svenska och engelska inom detta område. Han har uppdrag för Vetenskapsrådet och är styrelseledamot hos Forskningsrådet för hälsa, arbetsliv och välfärd.

### Musikbiografier
1991 startade Nilsen tillsammans med Lars Einarsson Uptown, en professionellt designad internationell tidskrift ägnad åt Princes musik. De publicerade Uptown i 12 år. Tidskriften fick beröm för sina insiktsfulla analyser och sitt oberoende. Men 1999 lämnade Prince och hans management en stämningsansökan mot tidskriften för att stoppa publiceringen eftersom de inte kunde kontrollera innehållet. Tack vare juridiskt stöd från en advokat (den mångårige Uptown-läsaren Alex Hahn) kunde dock tidskriften försvara sig framgångsrikt och stämningsansökan lades ner.